# Genezarethkirche (Leipzig-Paunsdorf)

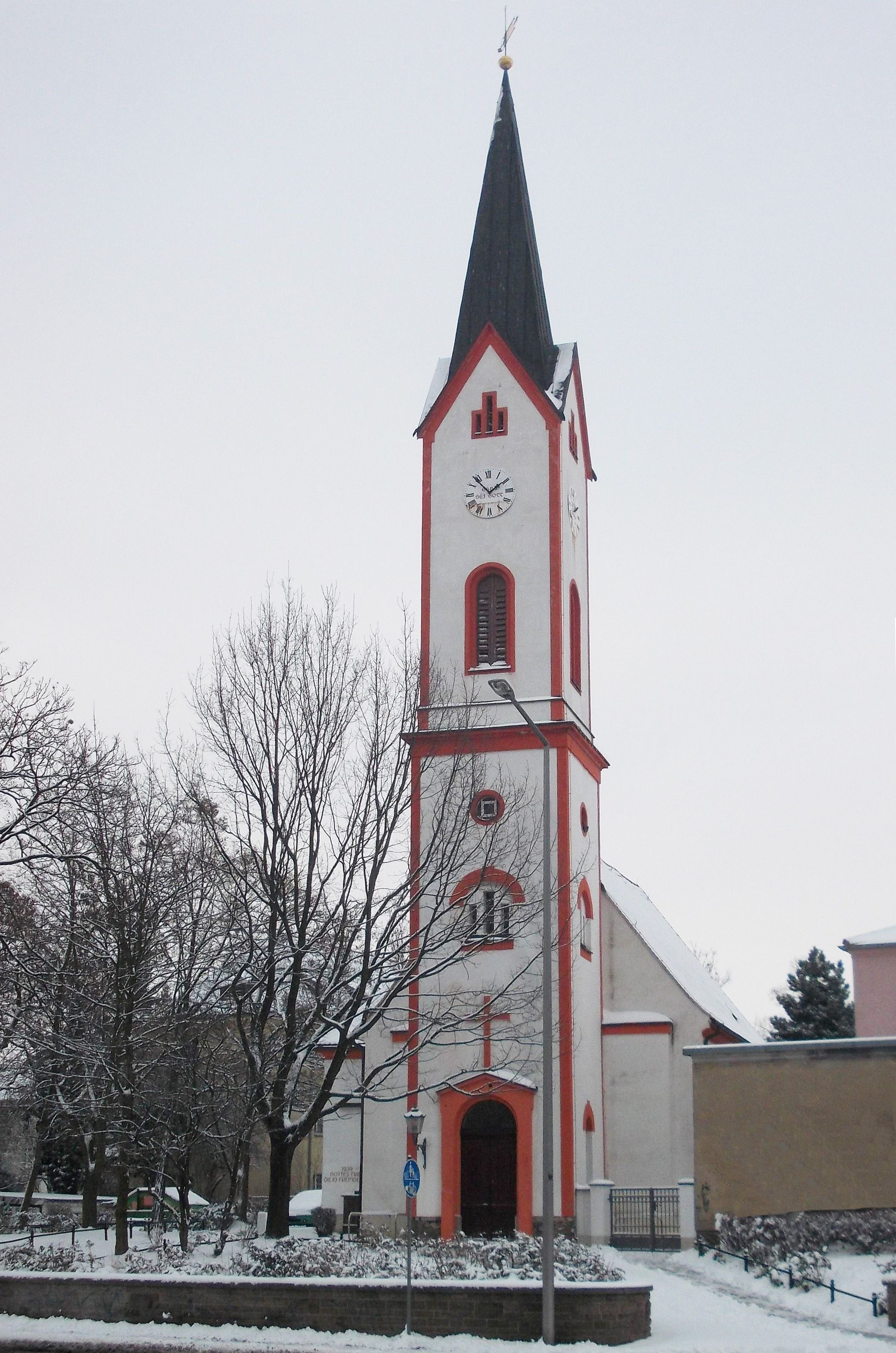
Genezarethkirche Paunsdorf

Die Kirche zu Paunsdorf – seit 1946 Genezarethkirche Paunsdorf – ist die evangelisch-lutherische Kirche in Leipzig-Paunsdorf. Gemeinsam mit den Kirchgemeinden Baalsdorf-Mölkau und Sellerhausen-Volkmarsdorf gehört die Paunsdorfer Kirche zum „Kirchspiel im Leipziger Osten“.

## Bauwerk
Das heutige Bauwerk stammt aus der Erweiterung des ehemaligen Dorfkirchenschiffs 1783 im klassizistischen Stil nach Plänen des Architekten Johann Carl Friedrich Dauthe. Der zum Zeitpunkt der Umgestaltung noch intakte Kirchensaal des Vorgängerbaus wurde um 1689 aus Feldsteinen errichtet. Der heutige Turm mit Spitzhelm stammt aus dem Jahre 1875, seine schlanke Gestalt erinnert an Kirchtürme in den Alpenländern. Die Saalkirche mit ihrem Turm werden im Ort daher auch „Schneidergeselle“ oder „der schmalbrüstige Schneider“ genannt.

## Ausstattung

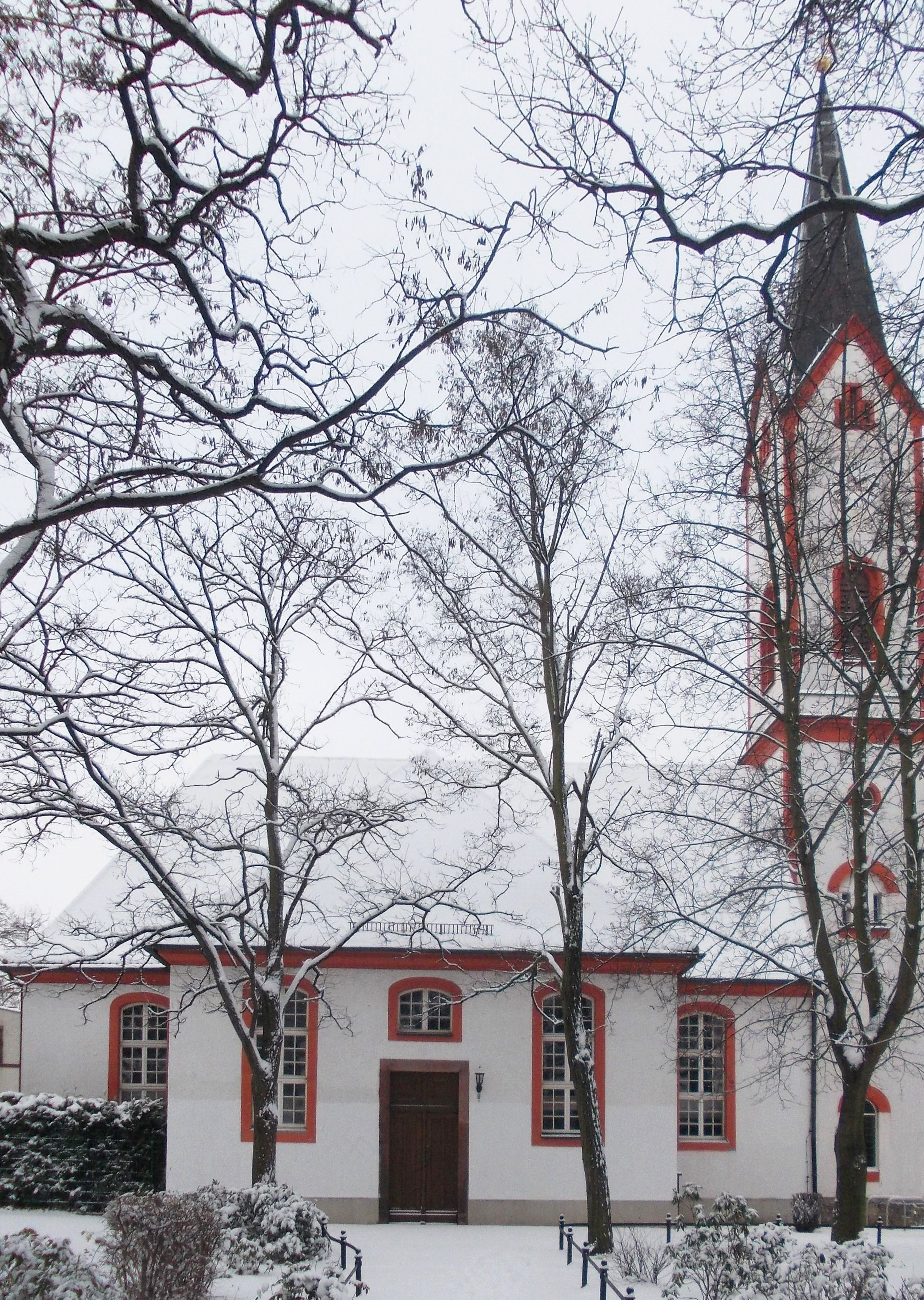
Seitenansicht

Die Kirche hat eine klassizistische Innengestaltung, die 2003 mit Ende der Sanierung weitgehend wiederhergestellt wurde.
Neben dem Kanzelaltar stehen zwei Grabplatten: für Paunsdorfs Gutsherrin Barbara Dorothea von Thümmel aus dem Jahr 1576 und für Offizier Heinrich Victor Siegismund von Oertzen (1771–1813), der in der Völkerschlacht fiel und in der Kirche beigesetzt wurde.

### Orgel
Die jetzige Orgel mit zwei Manualen, Pedal und 18 (8-6-4) Registern schuf 1906 Alfred Schmeisser aus Rochlitz. Sie wurde 1929 von Oskar Ladegast überholt, 1962 disponierte sie Reinhard Schmeisser um. Nach umfassenden Sanierungsarbeiten wird die Orgel seit dem 1. Advent 2011 wieder genutzt. Die Zinn-Prospektpfeifen, die für den Ersten Weltkrieg als sogenannte Metallspende des deutschen Volkes abgegeben werden mussten und von Zinkpfeifen ersetzt wurden, sind inzwischen wieder aus Zinn.

### Geläut
Die Marienglocke aus dem Jahr 1410 war ursprünglich in Leipzigs Paulinerkirche zuhause, sie ist eine der ältesten Glocken in Leipzig. Die zweite Glocke gehörte bis 1924 zum Geläut der Emmauskirche in Sellerhausen.
Das Geläut besteht aktuell (Stand: Februar 2021) aus zwei Bronze-Glocken mit den Tönen d´´ -1 (Gießer unbekannt, 1461, unterer Durchmesser 710 mm, Gewicht etwa 200 kg) und fis´´ -2 (G. A. Jauck, 1853, unterer Durchmesser 568 mm, Gewicht etwa 115 kg).

### Bemerkenswertes
- Die vier Zifferblätter der Kirchturm-Uhr sind – was selten ist – mit religiösen Botschaften beschriftet: „EHRE SEI GOTT“ (Westseite = Eingangsseite), „Dienet einander“ (Nordseite), „Bete und arbeite“ (Ostseite) und „ZEIT IST GNADE“ (Südseite; jeweils in Original-Schreibweise); die Schriftzüge sind witterungsbedingt verblichen, doch noch lesbar (Zeitpunkt: März 2021).
- Links vom Kircheneingang befindet sich an der Außenwand ein schlichtes Gefallenen-Denkmal in Form eines Kreuzes und der Inschrift „1939–1945 – GOTTES FRIEDEN DENEN DIE IN FREMDER ERDE RUHEN“ (Original-Schreibweise).
- Ungewöhnlich klein ist das zur Kirche gehörende Grundstück, der Sakralbau wirkt fast wie eingeklemmt zwischen Pfarr- und Geschäftshaus seitlich sowie östlich angrenzendem Grundstück mit großem Mietshaus (womöglich gehörte dessen Grundstück früher zum Kirchengelände).

## Geistliche der Kirchgemeinde
Die Internetseite pfarrerbuch.de listet für die Kirche die Pfarrer und die Katecheten auf.
Pfarrer
- 1890 – Uhlig, Hermann Georg
- 1893 – Wirth, Karl *Hermann
- 1896 – Krickau, Richard Eberhard *Georg
- 1930 – Senff, Bruno Bernhard *Max
- 1941 – Quandt, Klaus
- 1985 – Nagel, Eckhardt[8]

## Siehe auch

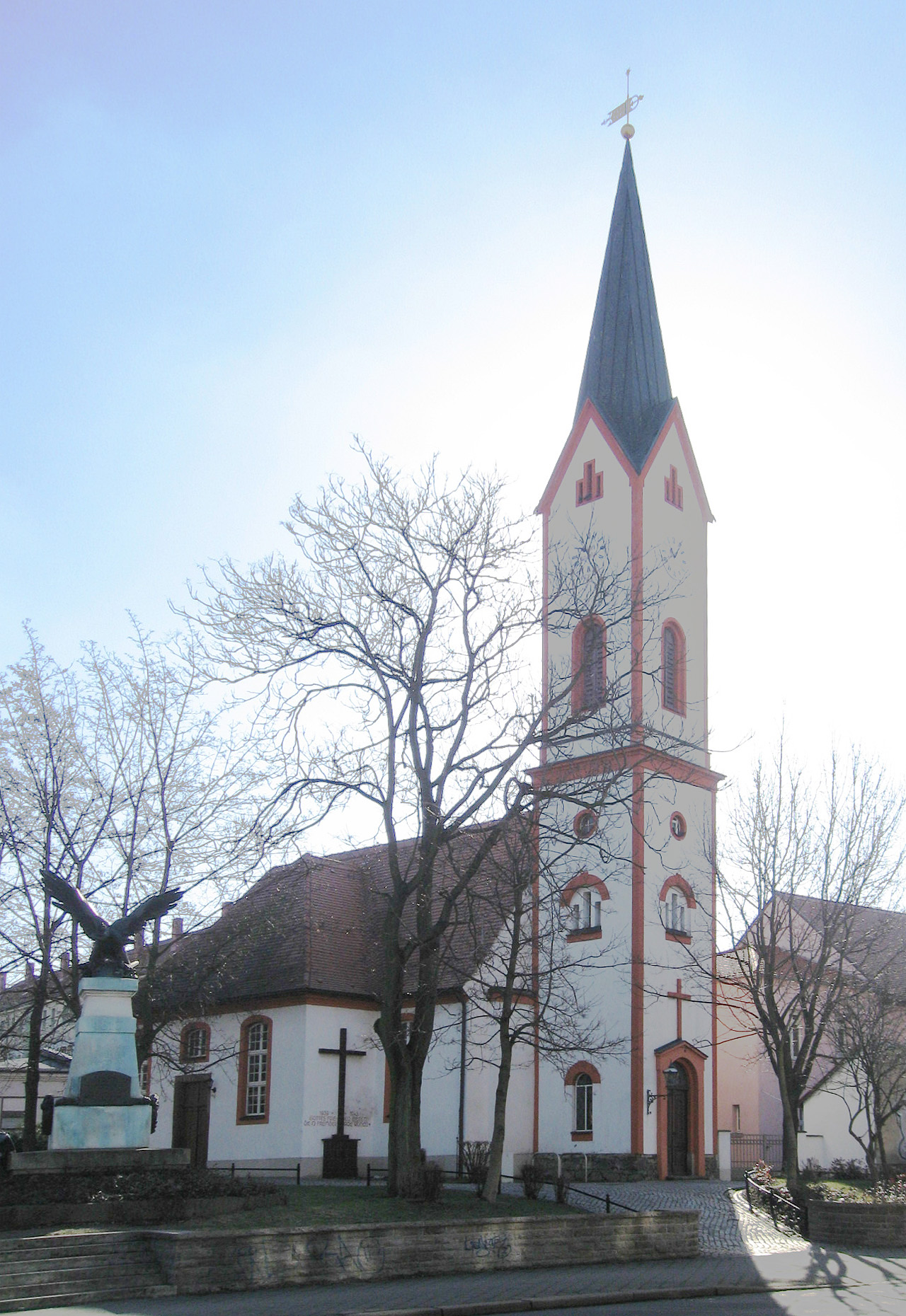
Österreicher-Denkmal mit dem Habsburgischen Doppeladler an der Genezarethkirche Leipzig